# 诺埃莱马莱
诺埃莱马莱（法語：Noé-les-Mallets，法語發音：[nɔe le malɛ]；2011年之前拼写为“Noë-les-Mallets”）是法国奥布省的一个市镇，属于特鲁瓦区。

## 地理
诺埃莱马莱（48°6'2"N, 4°34'14"E）面积8.33 平方千米，位于法国大東部大區奥布省，该省份为法国中北部省份，北起马恩省，西接塞纳-马恩省，西南至约讷省，东南至科多尔省，东临上马恩省。
与诺埃莱马莱接壤的市镇（或旧市镇、城区）包括：沙瑟奈、埃吉伊苏布瓦、埃苏瓦、丰泰特、圣于萨日、维特里勒克鲁瓦塞、乌尔斯河畔洛什。

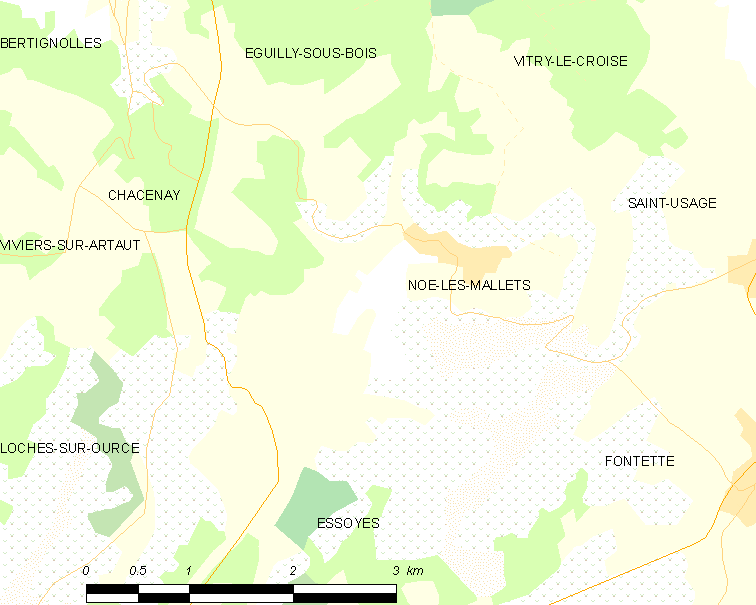
诺埃莱马莱的OSM定位图

诺埃莱马莱的时区为UTC+01:00、UTC+02:00（夏令时）。

## 行政
诺埃莱马莱的邮政编码为10360，INSEE市镇编码为10264。

## 政治
诺埃莱马莱所属的省级选区为塞纳河畔巴尔县。

## 人口

1962-2008年间诺埃莱马莱人口变化图示

诺埃莱马莱于2022年1月1日时的人口数量为104人。